# Codex Khaboris

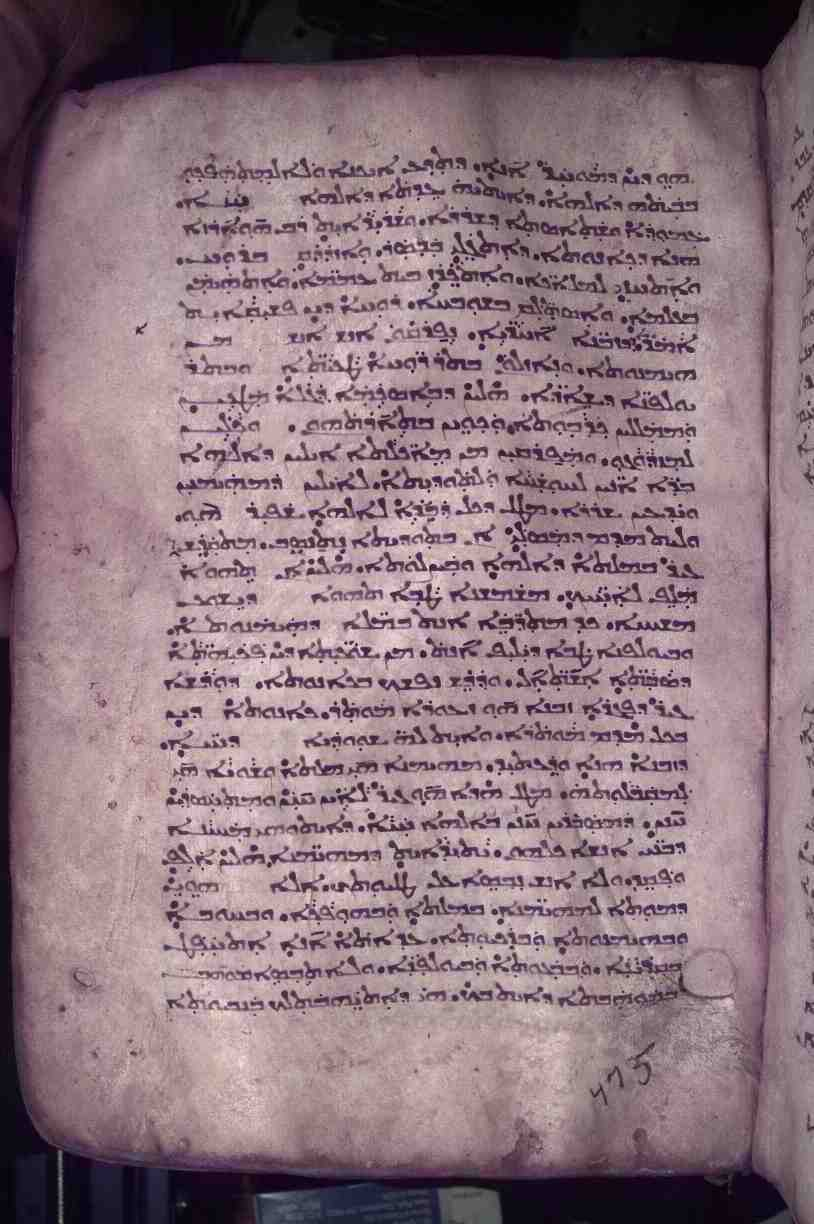
1 Timotei 3:16-4:14

Codex Khaburis (ortografie alternativă: Khaborius, sau Khabouris) este un manuscris în siriacă clasică din secol al X-lea  care conține așa numitul Nou Testament Peșitta complet, așa cum era canonul în Siria secolului al II-lea fără epistolele catolice și fără Apocalipsa care fie erau ignorate fiind prea mici, fie nu erau canonice, și nu sunt incluse doar cu câteva excepții în Peșitta Arameică.

## Colofon
Au fost revendicări cum că colofoane ale altor documente anterioare îl identifică ca fiind o 'copie' redată dintr-un manuscript datând 164 d.Hr., intern documentat ca 100 de ani după marea persecuție a creștinilor de Nero, în 64 d.Hr. – totuși colofonul este necitibil și până în această zi, nu este publicată o transcripție a colofonului.

## Proveniență
Codexul Khaboris a fost obținut de Norman Malek-Yonan și avocatul Dan MacDougald în 1966 pentru 25.000 $ (USD). Acest manuscris "a fost cumpărat din biblioteca unei mănăstiri antice asiriene  deasupra unui din munții Asiriei, aproape de Râul Habbor, ori în arameică: Khabur, de-unde numele 'Khaburis'." Se pare că ambii bărbați  peste mări căutând o versiune mai intactă de Nou Testament Arameic urmărind experiențele lui Malek-Yonan ce-nconjurau Codex Yonan în deceniul anilor după 1950. Codexul anterior al lui  Malek-Yonan a fost reparat cu materiale mai noi la un anumit punct în istoria lui. El revendica căci Codexul Yonanb era în familia sa încă din sec. IV. În contul controversatei istorii ce înconjoară Codexul Yonanb, Primacistul - creștin grec Bruce Metzger zice de el, datândul în secolul VII cel mai devreme.
Poveștile Codexului Yonana și a Codex Khaborisb sunt legate de implicarea lui Dan MacDougald. Pe pagina 115 a re-tipăriturii Societății Literaturii Biblice de Saga Codexului Yonan, Metzger zice de primire știri despre Codex Yonan în sfârșitul deceniului anilor 1970. Scrie el,
"Curios destul, câțiva ani [sic] după perioada ce eu am participat la sesiuni a întâlnirii anuale a Academiei Americane de Religie, Dr. Paul L. Garber, profesor de Biblie la Colegiul Agnes Scott, Decatur, Georgia, cazual s-anteresat de mine dacă vreodată am auzit de Codex Yonana. Aceasta a condus la o ne mai pomenită dezvăluire. O copie medievală (Khabourisb) a manuscrisului, mi-a zis Garber, era în posesiune de  Centrul Emoționale Instrucțiuni Maturitate, Decatur, Georgia. Centrul a transliterat textul Syriac al Fericilor în Predica de pe Munte a lui Mesia (Matei 5:3–12) și-a fost făcută o copie disponibilă pentru patru dolari cu asigurarea că, prin concentrând fiecare zi pe aceste propoziții în arameică, personalitatea unuia ar deveni ajustată și mai matură. De fapt, conform cu Garber, centrul a chiar a persuadat magistrați în Atlanta să cumpere copii a transliterării pentru folosire în tentativa să potolească prizonieri neastâmpărați!"
Un articol de Western Queens Gazette din August 8, 2004 afirmă că Dan MacDougald era unul din cei care au pornit cursul Emoționale Instrucțiuni Maturitate referat lui de Metzger. Conform cu Timms, Norman Malek-Yonan a murit în deceniul anilor 1970. Aparent MacDougald a cumpărat Codex Khaboris de la Yonan, și-a pornit câteva organizații ocupate cu psihologie în deceniul anilor 1970. După întâlnirea din 1999 de Universitatea din Arizona, Codex Khaborisb a tranziționează în mâinile lui Dr. Michael Ryce la Institutul Heartland. Ryce a co-autorat o versiune actualizață de curs Instrucțiuni Emoționale Maturității cu MacDougald numit Legi de Trăire (Laws of Living). Acest curs continuă să fie predat, anual, de Ryce la Heartland, centrul învățăturilor sale în Munții Ozark din Missouri de Sud.
Pe o pagină din situl web a lui Heartland se afirmă despre Codex Khaborisb, "Nainte ca Dan MacDougald să treacă dintre noi, el a lăsat Khabouris-ulb în administrare Bisericii de Rit-Vestic  Sirian Orthodox, pentru ca validarea, documentarea, conservarea, traducerea, publicarea și exhibiția să poată fi complectate. Lucrul continuă pe aceste procese, precum și dezvoltarea a câtorva cărți legate de codex." Manuscrisele apare să fie rămase fizic la Institutul Heartland. O pagină intitulată "The Khabouris Manuscript Ceremony at Heartland" (Ceremonialul Manuscrisului Khabouris la Heartland) are câteva imagini mici cu o femeie pozându-se cu codexul "b". La un anumit punct pe durata acestul timp, cineva se pare că a luat poze digitale de rezoluție-mică a tuturor 500 plus pagini ale codexului.
La un anumit punct în jurul lui 2004 codexul a fost trimis la New York unde au fost făcute poze de rezoluție-mare de către Eric Rivera, director al Institutului Khabouris, lucrând la Compania "Better Light" (Lumină Mai Bună), o companie de imagistică. Situl lor web are o descriere a lucrării lui Rivera și câteva mostre cu imagini de înaltă-calitate. Pe durata acestei vremi Manuscriptul Khabourisb a fost la afișare pentru vizualizare publică ca un exhibat în Colegiul Comunitar Galerie Artă Queensborough în Bayside, New York. Acesta probabil a generat articolul din the Western Queens Gazette referențiat deasupra. Rivera menționează lucrând la manuscris în 2005, după care se pare să fie furat. Situl the Heartland afirmă, "Manuscrisul Khabouris(b) a fost înlăturat din QCC (fără  cunoștința noastră anterioară) și-a fost luat la Londra pentru licitație de Sotheby napoi în Iunie 2007. Vânzarea nu a fost complectată la acea vreme; totuși, am pierdut urma unde actualul manuscris este acum localizat." Se pare să fie cumpărat de colecționarul James Melikian din Arizona.
Pe Decembrie 11, 2007 Muzeul de Artă găzduia o vitrină de manuscrise vechi, inclusiv Codex Khaborisb. Articolul anunță vitrina descrisă ca ea fiind parte din colecția lui James Melikian. Melikian, un rezident al Phoenix, este armenian și are interese culturale în colectarea artifactelor antice de Creștinism Oriental. El vorbește despre aceasta în ediția din 12 Ianuarie, 2008 al Armenian Reporter (Reporterul Armenian). În articol, care a acoperit the Phoenix Art show, autorul descrie pe Melikian arătând Codex Khaborisb la vizitatori în o vedere privată. Presupunerea este că Codex Khaborisb încă este în galeria privată a lui Melikian. Melikian afirmă în inventarul său că această copie este un manuscris diferit ca cel deținut de Biblioteca Congresului.

## O pagină din codex
| - Transcripție la Codex Khabouris, cu puncte de vocalizare clasice, Pagina 360, Prima Epistolă a Ioan, rubrica, Epistola către Romani. Autor: Florin C. Bodin . - Tranducere a paginii 360 din Codex Khabouris în limba română. Compilare de Capitole și versete, Note Speciale, și Rubrică de Traducere de Florin C. Bodin, bazată pe versiunea în engleză compilată de profesorul S. P. Silver. |

## Mai vezi
- Noul Testament Arameic